# Gentianella aurea
Gentianella aurea là một loài thực vật có hoa trong họ Long đởm. Loài này được (L.) Harry Sm. mô tả khoa học đầu tiên năm 1945.